# Arrondissement Melun
Melun is een arrondissement van het Franse departement Seine-et-Marne in de regio Île-de-France. De onderprefectuur is Melun.

## Kantons
Het arrondissement was tot 2014 samengesteld uit de volgende kantons:
- Kanton Brie-Comte-Robert
- Kanton Le Châtelet-en-Brie
- Kanton Combs-la-Ville
- Kanton Le Mée-sur-Seine
- Kanton Melun-Nord
- Kanton Melun-Sud
- Kanton Mormant
- Kanton Perthes
- Kanton Savigny-le-Temple
- Kanton Tournan-en-Brie

Na de herindeling van de kantons bij decreet van 18 februari 2014, met uitwerking in maart 2015 is de samenstelling als volgt:
- Kanton Combs-la-Ville
- Kanton Fontainebleau  (10/34)
- Kanton Fontenay-Trésigny  (13/33)
- Kanton Melun
- Kanton Nangis  (35/46)
- Kanton Ozoir-la-Ferrière (7/12)
- Kanton Saint-Fargeau-Ponthierry
- Kanton Savigny-le-Temple